# 超碼框
超碼框(Superframe)是在電信領域中T1信號的一種舊式碼框模式，也稱作D4或D3/D4碼框。在1970年代取代原本1960年代的T1/D1碼框架構，取代的方式是把原本T1/D1的同步碼框替換掉。而超碼框在1980年代又被具有更多功能的延伸超碼框(Extended Super Frame)取代。
在T1信號中，將24個頻道定義為一個碼框。碼框中總共有192個位元(8 x 24)的資訊，再加上第193個位元代表碼框的結尾。
訊號接收設備為了將碼框定位，會利用結尾位元模式來定位。接收設備會搜尋正確的結尾位元模式並依照此模式來定位各個頻道。這個模式長度共有12位元，因此每12組碼框被稱為超碼框。這個結尾位元模式是1000 1101 1100。